# HK Jugra Chanty-Mansijsk
Der HK Jugra Chanty-Mansijsk (russisch Хоккейный Клуб Югра Ханты-Мансийск) ist ein 2006 gegründeter Eishockeyklub aus Chanty-Mansijsk, der Hauptstadt des Autonomen Kreises der Chanten und Mansen. Die Mannschaft wurde im Anschluss an die Wysschaja-Liga-Meisterschaft in der Saison 2009/10 in die Kontinentale Hockey-Liga aufgenommen und trägt ihre Heimspiele in der 5500 Zuschauer fassenden Arena Jugra aus. Die Vereinsfarben sind blau und grün. 2018 wurde der HK Jugra aus der KHL ausgeschlossen und nimmt seither erneut am Spielbetrieb der Wysschaja Hockey-Liga teil, die 2021 gewonnen werden konnte.

## Geschichte
Der Klub wurde 2006 gegründet und nahm sofort den Spielbetrieb in der viertklassigen Wtoraja Liga auf. Am Ende der ersten Saison gewann der Klub die Meisterschaft seiner Staffel, so dass er in die Perwaja Liga aufstieg. In der Saison 2007/08 gelang der Gewinn der Meisterschaft der dritten Spielklasse, so dass der Klub erstmals in die Wysschaja Liga, die zweite russische Spielklasse, aufsteigen konnte. Als Aufsteiger gelang der Mannschaft 2009 direkt die Zweitligameisterschaft. Zudem zog der Verein in seine neue Spielstätte, die Arena Jugra, die 5500 Menschen Platz bietet, um. Ein Jahr später wiederholte die Mannschaft den Erfolg des Vorjahres, woraufhin Jugra den finanziell angeschlagenen Verein HK Lada Toljatti in der Kontinentalen Hockey-Liga ersetzte.
Gleich in der ersten KHL-Saison nahm Jugra an den Play-offs um den Gagarin-Pokal teil, nachdem die Mannschaft die reguläre Saison auf dem zehnten Platz (Fünfter der Eastern Conference) mit 87 Punkten abgeschlossen hatte. Im Conference-Viertelfinale scheiterte sie in sechs Spielen mit 2:4 am HK Metallurg Magnitogorsk. Bester Scorer des Teams in dessen erster Saison in der höchsten Spielklasse war Iwan Chlynzew, der 29 Punkte, 11 Tore und 18 Assists, sammelte. Beste Torschütze Jugras war Igor Skorochodow mit 16 Toren. In der folgenden Saison erreichte Jugra erneut die Play-offs, verlor die Serie der ersten Runde jedoch mit 1:4 gegen den HK Traktor Tscheljabinsk.
Vor der Saison 2011/12 gründete  Jugra zudem ein Junioren-Team für die Molodjoschnaja Chokkeinaja Liga, das Mamonty Jugry (Jugra-Mammuts) genannt wurde und die Heimspiele ebenfalls in der Arena Jugra in Chanty-Mansijsk austrägt.
Zwischen 2007 und 2013 war Sergei Schepelew Cheftrainer von Jugra, der den Verein von der zweiten Spielklasse in die KHL führte. Zuletzt wurde er durch Sergei Kotow und Nikolai Solowjow unterstützt. Im Oktober 2013 verließ er den Verein nach einer Niederlagenserie und wurde durch Nachwuchstrainer Oleg Dawydow ersetzt. Ab der Saison 2014/15 war Dmitri Juschkewitsch Cheftrainer beim HK Jugra und erhielt von diesem einen Dreijahresvertrag, ehe er Ende Januar 2015 nach einer Niederlagenserie zusammen mit seinen Assistenten entlassen wurde.
Im März 2018 entschied der Vorstand der KHL, den HK Jugra und den HK Lada Toljatti aus der KHL auszuschließen. Begründet wurde dieser Schritt vor allem mit mangelnden sportlichen Ergebnissen, einer hohen Finanzierungsrate durch die KHL selbst, fehlende TV-Einschaltquoten und niedrige Zuschaueraufkommen bei Heimspielen. Beide Klubs wurden anschließend in die Wysschaja Hockey-Liga aufgenommen. 2021 gewann die Mannschaft die Wysschaja Hockey-Liga.